# RTSB
Die RTSB GmbH Rail Transportation Service Broker ist ein Transportunternehmen mit Sitz in Friedrichsdorf. Es befindet sich seit der Gründung 1996 in Familienbesitz. 2018 wurden 222 Millionen Euro umgesetzt.
Das Kerngeschäft der RTSB GmbH liegt in intermodalen Bahntransporten. Dazu wickelt sie Ganzüge auf verschiedenen Relationen innerhalb Europas und zwischen Europa und China ab. Sie arbeitet mit verschiedenen Eisenbahnverkehrsunternehmen zusammen.
Die RTSB GmbH unterhält weitere Betriebsstätten in Moskau und in Małaszewicze. Sie ist an mehreren Unternehmen beteiligt, darunter an der RTSB Schweiz AG (Gams) zu 74 % und an der Eurasian Railway Operator GmbH (Frankfurt an Main) zu 100 %. Das Gemeinschaftsunternehmen mit Belintertrans-Germany und mit ecco-rail Eurasian Railway Carrier Sp. z o.o. (Wroclaw) ist ein polnisches Eisenbahnverkehrsunternehmen. 
Außerdem führt RTSB mit einem Netzwerks anerkannter Partner und mit eigenem LKW-Fuhrpark LKW-Transporte durch.